# Anciau de Cens
Anciau de Cens was een Franse miniaturist uit de 14e eeuw. Hij werkte samen met Jean Pucelle aan de illustratie van een Bijbel.
Anciau de Cens wordt vernoemd als medewerker aan de ‘Billyng-Bijbel’ genoemd naar de kopiist die op folio 642 in een colofon het werk signeerde: "Explicit textus Biblie, Robertus de Billyng me fecit. Amen."
Dat kopiisten hun werk tekenden in een colofon was vrij normaal, maar dit is een van de eerste handschriften waar we ook de signatuur van de verluchters in terug vinden die tot dan toe nooit of zelden een werk signeerden. Doorweven met de tekst van Billyng vinden we een tekst geschreven in vermiljoen, die op het eerste gezicht op versiering lijkt die luidt: “Jehan Pucelle, Anciau de Cens, Jaquet Maci, il hont enluminé ce liure ci, ceste lingue de vermellon que vous vées fu escrite en lan de grace mil ccc et ccvii en un jueudi, darrenier jour davril, veille de mai vº die”.
Deze Bijbel wordt bewaard in de BnF in Parijs als MS Latin 11935. Een gelijkaardige inscriptie komt voor in het “Belleville breviarium” (Bibliothèque Nationale, Parijs, MS Latin 10483 en MS Latin 10484).